# A New World Record
A New World Record (doppeldeutig englisch für: „Ein neuer Weltrekord“ und „Eine Platte aus der Neuen Welt“) ist das sechste Studioalbum der britischen Rockband Electric Light Orchestra aus dem Jahr 1976. Das Album erreichte als erstes der Band die britischen Albumcharts und gilt mit einer Höchstnotierung auf Platz 6 als der kommerzielle Durchbruch in ihrem Heimatland, es verkaufte sich über fünf Millionen Mal.

## Hintergrund
Stilistisch ist das Album von den Beatles beeinflusst, Allmusic sieht im Lied Telephone Line die „beste Lennon/McCartney Kollaboration, die es nie gab“.
A New World Record enthält sowohl orchestrale Pop-Elemente als auch „stampfenden Rock“. Es hat „Gehirn und Hooks“.
Auf dem Cover (Design: John Kosh, art direction: Ria Lewerke) des Albums ist über der nächtlichen Skyline einer Großstadt das bekannte Raumschiff mit dem Schriftzug ELO in einer Draufsicht dargestellt. Die Rückseite setzt die Skyline fort, das Raumschiff ist durch sieben goldene Sterne ersetzt, obwohl es sich um das sechste Studioalbum handelt.
Auf der Plattenhülle selbst ist neben den Daten zum Album ein Gruppenbild (Foto: Moshe Brakha) der Band zu sehen (v. l. n. r.: Jeff Lynne, Bev Bevan, Hugh McDowell, Michael 'Mik' Kaminski, Melvyn Gale, Richard Tandy und Kelly Groucutt). Auf der Rückseite befinden sich vor dem Hintergrund einer Blaupause des ELO-Raumschiffes die Songtexte.

## Titelliste
1. Tightrope (Jeff Lynne) – 5:03
2. Telephone Line (Jeff Lynne) – 4:38
3. Rockaria (Jeff Lynne) – 3:12
4. Mission (A World Record) (Jeff Lynne) – 4:25
5. So Fine (Jeff Lynne) – 3:54
6. Livin’ Thing (Jeff Lynne) – 3:31
7. Above the Clouds (Jeff Lynne) – 2:16
8. Do Ya (Jeff Lynne) – 3:43
9. Shangri-La (Jeff Lynne) – 5:32

### Bonustracks (Remastered-Version von 2006)
1. Telephone Line (Jeff Lynne) – 4:41 (Alternate Vocal)
2. Surrender (Jeff Lynne) – 2:37 (Unveröffentlichter Titel)
3. Tightrope (Jeff Lynne) – 4:55 (Alternate Mix)
4. Above the Clouds (Jeff Lynne) – 1:14 (Instrumental-Version)
5. So Fine (Jeff Lynne) – 4:16 (Instrumental-Version)
6. Telephone Line (Jeff Lynne) – 4:51 (Instrumental-Version)

## Rezeption
Jeff Lynne sieht im Album und dessen Nachfolger, Out of the Blue, einen Höhepunkt in der Bandgeschichte. Der Linguist und Musikblogger George Starostin wirft ELO allerdings vor, sich mit dem Album auszuverkaufen, und das nicht aus Dilettantismus, sondern wegen des Versuchs, Klassische Musik zwanghaft in ein rockiges Gewand zu stecken.

## Kommerzieller Erfolg

### Chartplatzierungen

#### Album
| ChartsChartplatzierungen       | Höchstplatzierung | Wochen/ Monate |
| ------------------------------ | ----------------- | -------------- |
| Deutschland (GfK)              | 7 (9 Mt.)         | 9 Mt.          |
| Österreich (Ö3)                | 9 (4 Mt.)         | 4 Mt.          |
| Vereinigte Staaten (Billboard) | 5 (69 Wo.)        | 69 Wo.         |
| Vereinigtes Königreich (OCC)   | 6 (99 Wo.)        | 99 Wo.         |

| ChartsJahrescharts (1977) | Platzierung |
| ------------------------- | ----------- |
| Deutschland (GfK)         | 20          |
| Österreich (Ö3)           | 21          |

#### Singles
| Jahr | Titel          | Höchstplatzierung, Gesamtwochen/‑monate, AuszeichnungChartplatzierungen (Jahr, Titel, , Platzierungen, Wochen/Monate, Auszeichnungen, Anmerkungen) | Höchstplatzierung, Gesamtwochen/‑monate, AuszeichnungChartplatzierungen (Jahr, Titel, , Platzierungen, Wochen/Monate, Auszeichnungen, Anmerkungen) | Höchstplatzierung, Gesamtwochen/‑monate, AuszeichnungChartplatzierungen (Jahr, Titel, , Platzierungen, Wochen/Monate, Auszeichnungen, Anmerkungen) | Höchstplatzierung, Gesamtwochen/‑monate, AuszeichnungChartplatzierungen (Jahr, Titel, , Platzierungen, Wochen/Monate, Auszeichnungen, Anmerkungen) | Höchstplatzierung, Gesamtwochen/‑monate, AuszeichnungChartplatzierungen (Jahr, Titel, , Platzierungen, Wochen/Monate, Auszeichnungen, Anmerkungen) | Anmerkungen                                            |
| Jahr | Titel          | DE | AT | CH | UK | US | Anmerkungen                                            |
| ---- | -------------- | --- | --- | --- | --- | --- | ------------------------------------------------------ |
| 1976 | Livin’ Thing   | DE5 (20 Wo.)DE | AT3 (16 Wo.)AT | — | UK4 Silber + Gold (Digital) · (12 Wo.)UK | US13 Gold · (18 Wo.)US | Erstveröffentlichung: 26. Oktober 1976                 |
| 1977 | Do Ya          | DE42 (1 Wo.)DE | — | — | — | US24 (12 Wo.)US | Erstveröffentlichung: Januar 1977                      |
| 1977 | Rockaria!      | — | AT7 (3 Mt.)AT | — | UK9 (9 Wo.)UK | — | Erstveröffentlichung: Februar 1977                     |
| 1977 | Telephone Line | DE32 (9 Wo.)DE | — | — | UK8 (10 Wo.)UK | US7 Platin · (23 Wo.)US | Erstveröffentlichung: April 1977 Verkäufe: + 1.000.000 |

### Auszeichnungen für Musikverkäufe
| Land/Region                  | Auszeichnungen für Musikverkäufe (Land/Region, Auszeichnung, Verkäufe) | Verkäufe  |
| ---------------------------- | ---------------------------------------------------------------------- | --------- |
| Finnland (IFPI)              | Gold                                                                   | 25.200    |
| Kanada (MC)                  | 2× Platin                                                              | 200.000   |
| Niederlande (NVPI)           | Gold                                                                   | 50.000    |
| Vereinigte Staaten (RIAA)    | Platin                                                                 | 1.000.000 |
| Vereinigtes Königreich (BPI) | Platin                                                                 | 300.000   |
| Insgesamt                    | 2× Gold · 4× Platin ·                                                  | 1.575.200 |